# Marc Termote
Marc Gérald Termote est un démographe québécois spécialiste en sciences de la migration ainsi qu'en démolinguistique.

## Biographie
En 1960, il complète un doctorat en droit à l’Université catholique de Louvain. Quelques années plus tard, soit vers 1965, il se voit diplômé d’une maîtrise en science de la migration de l’Université de Pennsylvanie. Termote complète ensuite un doctorat en sciences économiques à l’Université catholique de Louvain en 1969.
En 1969, il est nommé professeur titulaire à l’Université catholique de Louvain. Il conserve cet emploi jusqu’en 1973, soit lorsqu’il obtient un emploi de professeur à l’Institut national de la recherche scientifique au Québec. En 2006, Marc Termote devient professeur associé au Département de démographie de l’Université de Montréal.
En 2009, le Conseil des ministres a procédé à la nomination de Marc Termote à titre de président du Comité de suivi de la situation linguistique de l’Office québécois de la langue française. Il a occupé ce poste jusqu’en 2016.
Marc Termote est maintenant professeur retraité.

### Évènements de 2008
Le 24 janvier 2008, il déclare que le gouvernement de Jean Charest cache volontairement une étude qu'il a effectué pour le compte de l'Office québécois de la langue française (OQLF) et dont les résultats confirment une régression généralisée du français au Québec, alors que le PLQ au pouvoir tente de faire croire le contraire.
La Ministre de la Culture, des Communications et de la Condition féminine, Christine Saint-Pierre, nie fermement toute ingérence politique dans cette affaire, prétendant que l'OQLF est un organisme indépendant politiquement. Or, dans les faits, l'OQLF est directement sous la responsabilité de son ministère. De plus, la présidente de l'Office de la langue française, France Boucher, a confirmé avoir exigé, à la fin de 2007, que tous les membres de son conseil d'administration prêtent serment de silence.
En mars 2008, l'OQLF a lancé plusieurs études effectuées dans le cadre de son mandat portant sur le «Suivi de la situation linguistique du Québec». Parmi ces études on pouvait compter les nouvelles projections de Marc Termote.
Marc Termote a deux enfants, Anne et Marc-Olivier ainsi que 5 petites filles : Rachelle, Olivia, Elise, Zoé et Solène (admise à agroparistech en 2021 où elle a fait ses preuves en tant que centrale dans l équipe de volley-ball). 

## Travaux
Les mouvements migratoires, la démolinguistique et l’analyse des politiques migratoires et linguistiques consistent en les principaux champs d’expertise de Marc Termote.
Selon le chercheur, la migration est devenue la « composante dominante » de l’évolution démographique de plusieurs régions et pays. L’étude approfondie de cette composante est donc, selon lui, fondamentale et nécessaire à la compréhension de l’évolution démographique d’un lieu donné. Pour cette raison, plusieurs de ses travaux abordent les facteurs déterminants et les conséquences des migrations internationales.
Marc Termote s’intéresse également à la démolinguistique, soit à « l’étude des comportements démographiques et linguistiques des groupes linguistiques ». À ce niveau, il a contribué de manière significative à l’avancement des connaissances liées à l’usage du français au Québec.

## Publications

### Mémoire et thèse
- Marc G. Termote, On Some Spatial Aspects of Internal Migrations in Belgium, 1954-1962 (Mémoire de maîtrise (sciences de la migration)), Université de Pennsylvanie, 1965.
- Marc G. Termote, Migration et équilibre économique spatial (Thèse de doctorat (sciences économiques)), Université catholique de Louvain, 1969[9].

### Ouvrages
- Termote, Marc, Prévisions démographiques par province 1972-2001 : hypothèses de migration et modèle de prévision, Montréal : I.N.R.S. -Urbanisation, 1977, 107 pages.
- Termote, Marc et Julien, Pierre-André, Incidence de l’activité scientifique fédérale sur l’économie du Québec, Montréal : I.N.R.S. – Urbanisation, 1978, 93 pages.
- Wunsch, Guillaume et Termote, Marc, Introduction to demographic analysis: principles and methods, New York : Plenum Press, 1978, 274 pages[10]
- Termote, Marc, Les prévisions de population universitaire, Montréal : I.N.R.S.-Urbanisation, 1979, 42 pages.
- Termote, Marc, Migration and settlement : 6. Canada, Laxenburg, Austria : International Institute for Applied Systems Analysis, 1980, 109 pages.
- Termote, Marc, Changes in Canada's multiregional population dynamics : from the 1960s to the 1970s, Laxenburg, Autriche : International Institute for Applied Systems Analysis, 1983, 73 pages.
- Termote, Marc, L'impact démo-économique d'une immigration et d'une fécondité accrues au Québec, Montréal : I.N.R.S - Urbanisation, 1987, 65 feuillets.
- Termote, Marc, Vieillissement démographique et infrastructures locales : l'expérience de la communauté urbaine de Montréal, Louvain-la-Neuve : Université Catholique de Louvain, Institut de Démographie, 1988.
- Termote, Marc et Gingras, Lucie, Analyse des disparités régionales du chômage et de la scolarité entre divisions de recensement du Québec, 1971-1981 : critique des sources, Montréal : I.N.R.S.-Urbanisation, 1989, 66 feuillets.
- Termote, Marc, La contribution de l'immigration internationale à la démographie montréalaise, Montréal : I.N.R.S.-Urbanisation, 1992, 81 feuillets.
- Termote, Marc, Analyse critique des prévisions démographiques pour la communauté urbaine de Montréal, Montréal : I.N.R.S.-Urbanisation, 1992, 41 feuillets.
- Termote, Marc, L'incidence des facteurs démographiques sur l'usage du français au Québec, Montréal : I.N.R.S.-Urbanisation, 1992, 41 feuillets.
- Termote, Marc et Ledent, Jacques, Migration et croissance démographique à Djakarta : l'influence du lieu de naissance, Montréal : Villes et développement, Groupe interuniversitaire de Montréal, 1993, 30 feuillets.
- Termote, Marc, Multidimensionalité et perspectives sociales : l'exemple des prévisions démolinguistiques, Belgique : Institut de Démographie, 1995, 24 pages.
- Termote, Marc, L'indice synthétique de mortalité : un indicateur méconnu, Montréal : I.N.R.S.-Urbanisation, 1996, 12 feuillets.
- Termote, Marc, et Séguin, Anne-Marie, L'appauvrissement des populations québécoises et montréalaises : rapport, Montréal : I.N.R.S.-Urbanisation, 1997, 200 pages.
- Termote, Marc, Les indicateurs sociodémographiques, Montréal : I.N.R.S.-Urbanisation, Observatoire métropolitain de la région de Montréal, 1999, 37 feuillets.
- Termote, Marc, Les prévisions démographiques et les prévisions économiques pour la région de Montréal : analyse critique et procédures d'ajustement, Montréal : I.N.R.S.- Urbanisaion, Culture et Société, 2002, 88 feuillets.
- Bazzo, Marie-France, et al., Démantèlement tranquille : le Québec à la croisée des chemins, Montréal : Québec Amérique, 2018, 201 pages[11]
- Le Bourdais, Céline, et al., La démographie québécoise : enjeux du XXIe siècle, Montréal : Presses de l'Université de Montréal, 2019[12].

### Publications gouvernementales
- Termote, Marc, Mathews, Georges et Benyahia, Hadj, L'impact de l'immigration internationale sur la croissance économique à long terme du Québec, 1951-1974, Québec : Gouvernement du Québec, Ministère de l'Immigration, 1978, 60 pages.
- Termote, Marc et Fréchette, Raymonde, Les variations du courant migratoire interprovincial, Montréal: Société centrale d'hypothèques et de logement, 1979, 243 pages.
- Termote, Marc et Fréchette, Raymonde, Sommaire : les variations du courant migratoire interprovincial, Montréal : Société centrale d'hypothèques et de logement, 1979, 9 pages.
- Termote, Marc, "Le bilan migratoire du Québec, 1951-1977 : l'évolution récente située dans une perspective de long terme", dans Amyot, Michel, La situation démolinguistique au Québec et la Charte de la langue française, Québec : Éditeur officiel du Québec, 1980[13]
- Termote, Marc et Gauvreau, Danielle, La situation démolinguistique du Québec, Québec : Conseil de la langue française, 1988, 292 pages[14]
- Termote, Marc et Ledent, Jacques, L'avenir démolinguistique du Québec et de ses régions, Québec : Conseil de la langue française, 1994, 266 pages[15]
- Termote, Marc et Ledent, Jacques, Perspectives démolinguistiques du Québec et de la région de Montréal, 1991-2041, Québec : Comité interministériel sur la situation de la langue française, 1995, 145 pages.
- Termote, Marc et Ledent, Jacques, Le français, langue commune : enjeu de la société québécoise : rapport du Comité interministériel sur la situation de la langue française. Annexes, Québec : Ministère de la Culture et des Communications, 1996, 65 pages.
- Termote, Marc, et Ledent, Jacques, Perspectives démolinguistiques du Québec et de la région de Montréal à l'aube du XXIe siècle : implications pour le français langue d'usage public, Québec : Conseil de la langue française, 1999, 195 pages[16]
- Termote, Marc et Thibault, Normand, Nouvelles perspectives démolinguistiques du Québec et de la région de Montréal, 2001-2051, Montréal : Office québécois de la langue française, 2008, 146 pages[17]
- Termote, Marc, Fleury-Payeur, Frédéric et Thibault, Normand, Perspectives démolinguistiques du Québec et de la région de Montréal (2006-2056) : portrait démolinguistique, Montréal : Office québécois de la langue française, 2011, 198 pages[18].

### Perspectives régionales
- Mongeau, Jaël, Dionne, Claude et Termote, Marc, Perspectives de population pour les territoires des commissions scolaires de la région du Bas-Saint-Laurent-Gaspésie de 1972 à 1986, Montréal : I.N.R.S.-Urbanisation, 1976, 120 pages.
- Mongeau, Jaël, Dionne, Claude et Termote, Marc, Perspectives de population pour les territoires des commissions scolaires des régions de la Côte-Nord et du Nouveau-Québec de 1972 à 1986, Montréal : I.N.R.S.-Urbanisation, 1976, 94 pages.
- Mongeau, Jaël, Dionne, Claude et Termote, Marc, Perspectives de population pour les territoires des commissions scolaires de la région de Montréal de 1972 à 1986, Montréal : I.N.R.S.-Urbanisation, 1976, 245 pages.
- Mongeau, Jaël, Dionne, Claude et Termote, Marc, Perspectives de population pour les territoires des commissions scolaires de la région du Nord-Ouest de 1972 à 1986, Montréal : I.N.R.S.-Urbanisation, 1976, 109 pages.
- Mongeau, Jaël, Dionne, Claude et Termote, Marc, Perspectives de population pour les territoires des commissions scolaires des régions de Trois-Rivières et des Cantons-de-l'Est de 1972 à 1986, Montréal : I.N.R.S.-Urbanisation, 1976, 119 pages.
- Mongeau, Jaël, Dionne, Claude et Termote, Marc, Perspectives de population pour les territoires des commissions scolaires régionales du Québec de 1972 à 1986 : Rapport technique, Montréal : I.N.R.S.-Urbanisation, 1976, 440 pages.
- Mongeau, Jaël, Dionne, Claude et Termote, Marc, Perspectives de population pour les territoires des commissions scolaires de la région de l'Outaouais de 1972 à 1986, Montréal : I.N.R.S.-Urbanisation, 1976, 88 pages.
- Mongeau, Jaël, Dionne, Claude et Termote, Marc, Perspectives de population pour les territoires des commissions scolaires de la région de Québec de 1972 à 1986, Montréal : I.N.R.S.-Urbanisation, 1976, 187 pages.
- Mongeau, Jaël, Dionne, Claude et Termote, Marc, Perspectives de population pour les territoires des commissions scolaires de la région du Saguenay-Lac-St-Jean de 1972 à 1986, Montréal : I.N.R.S.-Urbanisation, 1976, 104 pages.

### Articles scientifiques
- Termote, Marc, « Les modèles de migration: une perspective d’ensemble », Recherches Économiques de Louvain, vol. 33, no 4, 1967, p. 413-444[19].
- Termote, Marc, « Une analyse markovienne des migrations belges », Recherches Économiques de Louvain, vol. 37, no 4, 1971, p. 365-378[20].
- Termote, Marc, « Les mouvements migratoires interrégionaux au sein du marché commun », Revue d’économie politique, vol. 84, no 2, 1974, p. 210-223[21].
- Termote, Marc, « Une mesure de l'impact économique de l'immigration internationale: le cas du Québec, 1951-1974 », Canadian Studies in Population, vol. 5, 1978, p. 55-68[22].
- Termote, Marc, « La place de la migration dans la recherche démographique », Cahiers québécois de démographie, vol. 12, no 2, 1983, p. 175-179[23].
- Termote, Marc et Gauvreau, Danielle, « Le comportement démographique des groupes linguistiques au Québec pendant la période 1976-1981 : Une analyse multirégionale », Cahiers québécois de démographie, vol. 14, no 1, 1985, p. 31-58[24].
- Termote, Marc, « Le comportement démographique des groupes linguistiques à Montréal », Cahiers québécois de démographie, vol. 21, no 2, 1992, p. 77-94[25]
- Termote, Marc et Bonaguidi, Alberto, « La population multirégionale stable comme instrument d’analyse conjoncturelle. Une application à l’Italie, 1977-1986 », Cahiers québécois de démographie, vol. 22, no 2, 1993, p. 313-338[26]
- Termote, Marc, « Causes et conséquences économiques de la migration internationale - théorie et réalité », Études internationales, vol. 24, no 1, 1993, p. 56-61[27]
- Termote, Marc et Ledent, Jacques, « Migration et lieu de naissance : l'exemple de Djakarta », Espace, populations, sociétés, vol. 12, no 1, 1994, p. 41-59[28]
- Termote, Marc, « L'avenir démographique des Anglophones du Québec », Bulletin d'histoire politique, vol. 5, no 2, 1997, p. 80-89[29]
- Termote, Marc, « L’impact de la mobilité linguistique sur l’évolution démographique des francophones du Québec », Cahiers québécois de démographie, vol. 27, no 2, 1998, p. 267-294[30]
- Termote, Marc, « La mesure de l’impact économique de l’immigration internationale. Problèmes méthodologiques et résultats empiriques », Cahiers québécois de démographie, vol. 31, no 1, 2002, p. 35-67[31]
- Termote, Marc, « Implicazioni Urbane Dei Mutamenti Demografici E Economici Nei Paesi Sviluppati : Il Caso Italiano », Rivista Italiana Di Economia, Demografia E Statistica vol. 59, no 3-4, 2005, p. 75-85.
- Termote, Marc, « La mort en chiffres », Frontières, vol. 18, no 2, 2006, p. 37-40[32]
- Termote, Marc, « The Efficiency of Immigration and Integration Policies », Population Review, vol. 50, no 2, 2011[33]
- Termote, Marc, « Portrait du français à Montréal », Relations, no 760, 2012, p. 18-19[34]
- Termote, Marc, « L’utilisation du français et de l’anglais dans l’espace privé et dans l’espace public montréalais : Une tentative de synthèse », La revue canadienne de linguistique, vol. 59, no 1, 2014, p. 25-52[35]
- Termote, Marc, « Réflexions sur l’évolution du discours démolinguistique de Jacques Henripin », Cahiers québécois de démographie, vol. 44, no 2, 2015, p. 203-222[36]
- Termote, Marc, « L’utilisation du français dans la sphère publique : Travail, commerce et affichage », Language Problems and Language Planning, vol. 43, no 2, 2019, p. 159-178[37]

### Chapitres d'ouvrages collectifs
- Termote, Marc, « The measurement of commuting », dans Goldstein, Sidney et Sly, David F., Measurement of urbanization and projection of urban population, Dolhain : Ordina Editions, 1975.
- Termote, Marc, « Urbanization and population redistribution in Belgium », dans Goldstein, Sidney et Sly, David F., Patterns of urbanization: comparative country studies, Dolhain : Ordina Editions, 1977.
- Termote, Marc, « Evoluzione Di Lungo Periodo Delle Migrazioni Interregionali » dans Bonaguidi, Alberto, Migrazioni E Demografia Regionale In Italia, Italie: Franco Angeli, 1985[38]
- Termote, Marc, « Integrazione Delle Migrazioni con la Fecondita' E la Mortalita' », dans Bonaguidi, Alberto, Migrazioni E Demografia Regionale In Italia, Italie: Franco Angeli, 1985[38]
- Termote, Marc, « Modelli Attuali Del Comportamento Demografico Regionale », dans Bonaguidi, Alberto, Migrazioni E Demografia Regionale In Italia, Italie: Franco Angeli, 1985[38]
- Termote, Marc, « Proiezioni E Stabilita' Multiregionale Della Popolazione », dans Bonaguidi, Alberto, Migrazioni E Demografia Regionale In Italia, Italie: Franco Angeli, 1985[38]
- Termote, Marc, « The Explanatory Power of Migration Models », dans Franck, Robert The Explanatory Power of Models : Bridging the Gap Between Empirical and Theoretical Research in the Social Sciences, Dordrecht : Springer Netherlands, 2002, p. 165-179[39]
- Termote, Marc, « Les déterminants économiques de la migration », dans Caselli, Graziella, Vallin, Jacques et Wunsh, Guillaume, Démographie:  analyse et synthèse,  IV, Les déterminants de la migration, Paris : Institut national d'études démographiques, 2003, p. 83-100[40]
- Termote, Marc, « La dynamique démolinguistique du Québec et de ses régions », dans Le Bourdais, Céline et Piché, Victor (dir.), La démographie québécoise: Enjeux du XXIe siècle, Montréal: Presses de l’Université de Montréal, 2003, p. 264-299[41]

### Comptes-rendus
- Termote, Marc, compte-rendu de l’ouvrage (Binnenlandse migratie in Nederland. Rijksdienst voor het nationale plan. Publikatie nr. 16), Recherches Économiques de Louvain, vol. 32, no 6, 1966, p. 504-506[42]
- Termote, Marc, compte-rendu de l’ouvrage de (Bos, Hendricus Cornelis, Spatial Dispersion of Economic Activity, Pays-Bas: Les Presses de l’Université de Rotterdam, 1965, 99 pages.), Recherches Économiques de Louvain, vol. 34, no 3, 1968, p. 336-338[43]
- Termote, Marc, compte-rendu de l’ouvrage de (Muth, R. F., Cities and Housing: The Spatial Pattern of Urban Residential Land Use, Chicago: The University of Chicago Press, 1969, 355 pages.), Recherches Économiques de Louvain, vol. 37, no 5, 1971, p. 591-592[44]
- Termote, Marc, compte -rendu de l’ouvrage de (Feichtinger, G., Stochastische Modelle demographischer Prozesse. Lecture Notes in Operations Research and Mathematical Systems. Economies, Computer Science, Information and Control, nr 44, New-York: Springer-Verlag, 1971, 404 pages.), Recherches Économiques de Louvain, vol. 37, no 4, 1971, p. 455[45]
- Termote, Marc, compte-rendu de l’ouvrage de (Bélanger, Gérard, L'économique du secteur public, Chicoutimi : Gaëtan Morin, Éditeur, 1981, 321 pages.), Recherches sociographiques, vol. 25, no 1, 1984, p. 131[46]
- Termote, Marc, compte-rendu de l’ouvrage de (McDaniel, Susan A., Canada's Aging Population, Toronto et Vancouver : Butterworths, 1986, 136 pages.), Cahiers québécois de démographie, vol. 15, no 2, 1986, p. 302-304[47]
- Termote, Marc, compte-rendu de l’ouvrage de (Shaw, R. Paul, Intermetropolitan Migration in Canada: Changing Determinants Over Three Decades, Toronto : NC Press Limited, 1985, 220 pages.), Cahiers québécois de démographie, vol. 15, no 2, 1986, p. 298-300[48]
- Termote, Marc, compte-rendu de l’ouvrage de (Wolfgang Weidlich, Günter Haag, Interregional Migration. Dynamic Theory and Comparative Analysis, Berlin : Springer-Verlag Berlin Heidelberg, 1988, 387 pages.), Revue Européenne de Démographie, vol. 7, no 1, 1991, p. 101-104[49]
- Termote, Marc, compte-rendu de l’ouvrage de (Tribalat, Michèle, Garson, Jean-Pierre, Moulier-Boutang, Yann et Silberman, Roxane, Cent ans d’immigration, étrangers d’hier, Français d’aujourd’hui : Apport démographique, dynamique familiale et économique de l’immigration étrangère, France : Les Presses universitaires de France, 1991, 311 pages.), Population Studies, vol. 47, no 3, 1993, p. 554-555[50]
- Termote, Marc, compte-rendu de l’ouvrage de (Bernard, Roger, Le travail et l'espoir. Migrations, développement économique et mobilité sociale, Ontario : Éditions du Nordir, 1991, 396 pages.), Recherches sociographiques, vol. 35, no 1, p. 151-153[51]
- Termote, Marc, compte-rendu de l’ouvrage de (SantiniI, Antonio, Analisi demografica. Volume 1 : Fundamenti e metodi. Volume 2 : Applicazioni, Scandicci : La Nuova Italia Editrice, 1992, 177 pages.), Cahiers québécois de démographie, vol. 24, no 2, 1995, p. 382-384[52]
- Termote, Marc, compte-rendu de l'ouvrage de (Duchêne, Josiane, et Éric Vilquin, Mathématiques pour démographes. Rappels théoriques. Exercices résolus, Louvain-la-Neuve (Belgique) : Academia, 1992, 224 pages.), Cahiers québécois de démographie, vol. 2, no 2, 1993, p. 384-387[53]
- Termote, Marc, compte-rendu de l’ouvrage de (Heerink, Nico, Population Growth, Income Distribution, and Economic Development. Theory, Methodology, and Empirical Results, Berlin et New York : Springer, 1994), Revue européenne de démographie, vol. 12, no 3, 1996, p. 286[54]
- Termote, Marc, compte-rendu de l’ouvrage de (Li, Wen Lang, Models of Migration, Population Studies Center, National Taiwan University, 1994, 124 pages.), The International migration review : IMR., vol. 30, no 3, 1996, p. 818-819[55]
- Termote, Marc, compte-rendu de l’ouvrage de (Landry, Yves, John A. Dickinson, Suzy Pasleau et Claude Desama, éd., Les Chemins de la migration en Belgique et au Québec. XVIIe – XXe siècles, Louvain-la-Neuve (Belgique) : Éditions Academia-Érasme et Beauport (Québec) : Publications MNH, 1995, 287 pages.), Cahiers québécois de démographie, vol. 25, no 1, 1996, p. 170-173[56]
- Termote, Marc, compte-rendu de l’ouvrage de (Collard, Alain et Vandermotten, Christian, Atlas économique de la Belgique - Conomische atlas van België - Economic Atlas of Belgium, Bruxelles : Éditions de l’Université de Bruxelles, 1995, 168 pages.), Cahiers de géographie du Québec, vol. 41, no 113, 1997, p. 225-226[57]
- Termote, Marc, compte-rendu de l’ouvrage de (Henripin, Jacques, La métamorphose de la population canadienne, Montréal : Les Éditions Varia, 2003, 295 pages.), Politique et Sociétés, vol. 24, no 1, 2005, p. 139-144[58]

### Articles parus dans des journaux
- «Langue : quand les prévisions démographiques dérangent», La Presse, 23 juin 1993.
- «Le français dans la tourmente», Le Devoir, 30 janvier 2008, p. B4.
- «Les propositions de Jean-François Lisée font avancer le français», Le Devoir, 10 février 2017.
- Louis Duchesne et Marc Termote, «Les perspectives d’avenir des groupes linguistiques au Québec», Le Devoir, 8 et 9 août 1977.